# 巴蘭加爾戰役 (723年)
第二次巴蘭加爾戰役，發生在722年或723年，是可薩汗國與阿拉伯帝國第二次戰爭。
根據伊朗史家塔巴里記載，阿拉伯將領賈拉合指揮倭馬亞王朝軍隊由越過高加索山脈入侵汗國南部城市巴倫加爾（當時汗國已遷都薩曼達爾），巴倫加爾居民以三千架馬車包圕城市和高地以加強防衛，但阿拉伯人攻破他們防守，很多居民被殺，生還者逃亡薩曼達爾和汗國其他城市，勝利的阿拉伯軍隊帶回很多戰利品和大筆資金回南高加索。